# Langellinae
Langellinae es una subfamilia de foraminíferos bentónicos cuyos taxones han sido tradicionalmente incluidos en la familia Ichthyolariidae, de la superfamilia Robuloidoidea, del suborden Lagenina y del orden Lagenida. Su rango cronoestratigráfico abarca desde el Artinskiense (Pérmico inferior) hasta el Changhsingiense (Pérmico superior).

## Discusión
Clasificaciones más recientes incluyen Langellinae en la familia Protonodosariidae.

## Clasificación
Langellinae incluye a los siguientes géneros:
- Langella †, también considerado en la familia Ichthyolariidae.
- Padangia †, también considerado en la familia Ichthyolariidae.
- Pseudolangella †, también considerado en la familia Ichthyolariidae.

Otro género considerado en Langellinae es:
- Neolangella †, considerado sinónimo de Cryptoseptida de la familia Ichthyolariidae.